# Essie Summers
Ethel Snelson „Essie“ Summers (* 24. Juli 1912 in Christchurch; † 27. August 1998 in Taradale) war eine neuseeländische Schriftstellerin.

## Leben
Summers wurde in die Familie des gerade aus dem englischen Newcastle upon Tyne eingewanderten Paares Ethel Snelson und Edwin Summers in der Bordesley Street in Christchurch geboren. Sie war sowohl auf ihre britische Abstammung als auf ihre neuseeländische Staatsbürgerschaft stolz. Sie verließ die Schule mit 14 Jahren, als ihr Vater, der Metzger war, in finanzielle Schwierigkeiten kam. Sie arbeitete einige Jahre in Bekleidungsgeschäften und nutzte ihre Erfahrungen später in den romantischen Romenen, für die sie bekannt wurde.
Ihren späteren Ehemann William Flett, einen Pfarrer, traf sie erstmals mit 13 Jahren, aber erst 13 Jahre später heirateten sie. Die Mutter zweier Kinder, William und Elizabeth schrieb zahlreiche Kurzgeschichten, Poesie und Zeitungskolumnen, bevor sie 1956 ihren ersten Roman an den Verlag Mills & Boon verkaufte.
Insgesamt schrieb sie 55 Romane, die in 25 Sprachen übersetzt wurden. Die Gesamtauflage ihrer Werke in 105 Staaten beträgt über 19 Millionen Exemplare. Ihre Bücher sind meist romantische Familien- und Liebesromane, in denen Konflikte zwischen den Partnern nur eine geringe Rolle spielen.
Summers starb am 27. August 1998 in Taradale.

## Bibliographie
Folgende Werke von Essie Summers wurden ins Deutsche übersetzt:
- Das Erbe von Neuseeland. Möhring, Düsseldorf 1958 (englisch, Originaltitel: New Zealand inheritance.).
- Dazwischen lag ein Jahr. Möhring, Düsseldorf 1961 (englisch, Originaltitel: Come blossom time, my love.).
- Das Haus über der schimmernden Flut. Meister, Rosenheim 1964 (englisch, Originaltitel: The house of the shining tide. Übersetzt von Tilla Schlenk).
- Zwischen Rauch und Feuer. Meister, Rosenheim 1964 (englisch, Originaltitel: The smoke and the fire. Übersetzt von Tilla Schlenk).
- Weder Tag noch Stunde. Meister, Rosenheim 1965 (englisch, Originaltitel: The time and the place. Übersetzt von Edith Walter).
- Immer scheint ein Stern. Meister, Rosenheim 1965 (englisch, Originaltitel: Master of Tawhai. Übersetzt von Eva Tabory).
- Wohin keine Strasse führt. Meister, Rosenheim 1965 (englisch, Originaltitel: Where no roads go. Übersetzt von Eva Tabory).
- Tal der Winde, Tal des Regens. Meister, Rosenheim 1965 (englisch, Originaltitel: Bride in flight. Übersetzt von Edith Walter).
- Die Bucht des Erntemonds. Meister, Rosenheim 1966 (englisch, Originaltitel: No orchids by request. Übersetzt von Eva Tabory).
- Ein Dach gegen den Sturm. Meister, Rosenheim 1966 (englisch, Originaltitel: Sweet are the ways. Übersetzt von Eva Tabory).
- Im Land der Fieberbäume. Meister, Rosenheim 1966 (englisch, Originaltitel: No legacy for Lindsay. Übersetzt von Eva Tabory).
- Unter weißen Wolken. Meister, Rosenheim 1967 (englisch, Originaltitel: Heir to windrush hill. Übersetzt von Eva Tabory).
- Die Stadt auf den sieben Bergen. Meister, Rosenheim 1967 (englisch, Originaltitel: His serene Miss Smith. Übersetzt von Eva Tabory).
- Eine Welt für sich. Meister, Rosenheim 1967 (englisch, Originaltitel: Postscript to yesterday. Übersetzt von Eva Tabory).
- Ein Fleckchen Paradies. Meister, Rosenheim 1967 (englisch, Originaltitel: A place called Paradise. Übersetzt von Otto Weith).
- Fliehende Schatten. Meister, Rosenheim 1968 (englisch, Originaltitel: Rosalind comes home. Übersetzt von Tilla Schlenk).
- Doppelspiel. Meister, Rosenheim 1968 (englisch, Originaltitel: The kindled fire. Übersetzt von Otto Weith).
- Sommer im Dezember. Meister, Rosenheim 1968 (englisch, Originaltitel: Summer in December. Übersetzt von Otto Weith).
- Revolte in Sachen Liebe. Förg, Rosenheim 1969 (englisch, Originaltitel: Revolt and Virginia. Übersetzt von Otto Weith).
- Am Ufer der Nacht. Förg, Rosenheim 1970 (englisch, Originaltitel: The House on Gregor’s Brae. Übersetzt von Otto Weith).